# Burattino

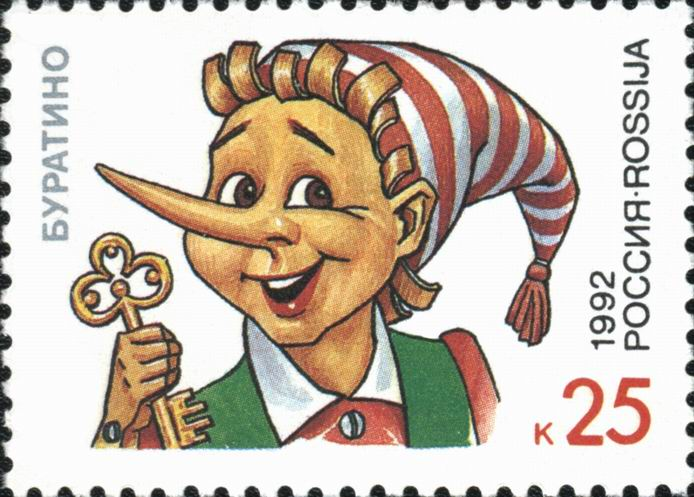
Briefmarke, 1992

Burattino (auch Buratino; italienisch: Hampelmann, Kasperle) ist die von Alexei Nikolajewitsch Tolstoi in dem Kinderbuch Die Abenteuer des Burattino oder das goldene Schlüsselchen (1936) geschaffene russische Adaption von Carlo Collodis Pinocchio. Tolstois Werk wurde bereits zwei Jahre nach Erscheinen für das Theater adaptiert. Diese Version unterscheidet sich deutlich von der italienischen Vorlage, da Tolstoi die Geschichte umgestaltete und mit eigenen Motiven versah. Zu den Hauptunterschieden zählt, dass die Nase von Burattino nicht wächst, wenn er lügt, sondern einem Fehler bei der Herstellung durch Papa Carlo entspringt, gegen dessen Korrektur sich Burattino wehrt. Statt der Verwandlung in einen echten Jungen steht in Tolstois Werk das mystische Schlüsselmotiv im Mittelpunkt, das Freiheit und Unabhängigkeit symbolisiert.
Anders als der deutsche Zäpfel Kern hat die Figur bis heute große Popularität (Puppen, Bücher, Filme, Spiele).

## Handlung
Der bescheiden lebende Tischler Papa Carlo schnitzt aus einem ungewöhnlichen Holzscheit eine Puppe, die er Burattino nennt. Schon während der Schnitzarbeit, beginnt sich Burattino zu bewegen und zu sprechen. Besonders auffällig ist seine lange Nase, mit der er sich oft an Türen, Fenstern oder in Suppenschüsseln stößt. 
Papa Carlo wünscht dem ungestümen, abenteuerlustigen Burattino ein erfülltes Leben und schickt ihn darum auf die Schule. Um ihn auf die Schulzeit vorzubereiten, opfert Papa Carlo sogar seine einzige warme Jacke, um ein Schulbuch für ihn zu erwerben. Auf dem Weg zur Schule begegnet Burattino dem Puppentheater von Karabas Barabas, einem tyrannischen Puppenspieler.
Getrieben von Neugier, verkauft Burattino kurzerhand sein Schulbuch und erwirbt eine Eintrittskarte zu einer Puppentheatervorstellung. In der Aufführung gerät er bald in Bedrängnis: Karabas Barabas, der brutale Beherrscher der Puppen, droht ihn ins Feuer zu werfen. Als Burattino von einem merkwürdigen Theatergemälde mit einer mysteriösen Tür in Papa Carlos Haus erzählt, zeigt Karabas Barabas Interesse. Er vermutet, dass hinter jener Tür ein bedeutendes Geheimnis verborgen sei, das er um jeden Preis enthüllen wolle. Daraufhin entlässt Karabas Burattino und gibt ihm sogar fünf Goldmünzen. Er bittet Burattino nur darum, auf das Haus seines Vaters aufzupassen. Karabas hat schon lange nach der Tür mit dem Geheimnis gesucht, die mit einem goldenen Schlüssel zu öffnen war, welchen er früher besessen, aber später verloren hatte.
Burattino flieht aus seinem Elternhaus und trifft auf die schlaue Füchsin Alice und den halberblindeten, hinkenden Kater Basilio. Diese täuschen vor, wohltätige Berater zu sein, und überreden ihn, seine Goldmünzen im Wunderfeld der Narrenstadt zu vergraben, mit der Versicherung, dass daraus ein Baum mit goldenen Früchten wachsen würde. Der gutgläubige Burattino befolgt ihren Rat, doch während er wartet, stehlen Alice und Basilio die Münzen und verschwinden. Burattino bleibt mittellos zurück.
Trotz dieser Rückschläge bleibt Burattino optimistisch und setzt seine Reise fort. Auf seinem Weg trifft er neue Kameraden, darunter Malwina, eine elegante Puppe mit blauen Haaren, ihren treuen Hund Artemon und den verschmitzten Pierrot. Nach zahlreichen Abenteuern und Begegnungen mit Freunden und Feinden erfährt er von einer alten Schildkrötenweibchen namens Tortila, die in einem Teich lebt. Tortila enthüllt ihm, dass sie den goldenen Schlüssel besitzt, und übergibt ihn an ihn, erklärend, dass er eine geheime Tür zu einem wundersamen Ort öffnet. Burattino erinnert sich an das Theatergemälde in Papa Carlos Haus, das eine bemalte Tür zeigt, die zunächst nicht real erscheint. Durch seine Erlebnisse mit Karabas Barabas und Tortilas Erzählungen erkennt er, dass diese Tür tatsächlich existiert; sie war in die Wand von Papa Carlos bescheidenem Haus eingebaut und bemalt, um sie zu verbergen. Inzwischen verfolgt Karabas Barabas Burattino, da er vom geheimen Schlüssel erfahren hat. Mit Hilfe von Malwina, Artemon und Pierrot überlistet Burattino seinen Feind, täuscht ihn und erreicht schließlich Papa Carlos Haus. Dort steckt Burattino den Schlüssel ins Schloss der verborgenen Tür. Als er sie öffnet, entdecken sie die Bühne eines verborgenen, freien Puppentheaters, das nicht unter der Tyrannei von Karabas Barabas steht. Hier finden die Puppen eine neue Heimat in ihrem eigenen Theater, das ihnen ein selbstbestimmtes Leben in Freiheit und Unabhängigkeit ermöglicht.

## Hörspiele
- Burattino, LITERA DDR

## Verfilmungen
- 1939: Das goldene Schlüsselchen (Solotoi kljutschik)[1]
- 1959: Die Abenteuer des Burattino (Prikljutschenija Buratino) (Zeichentrickfilm)[2][3]
- 1975: Приключения Буратино (Prikljutschenija Buratino) (Fernsehfilm)[4]
- 2009: Золотой ключик (Solotoi klutschik) (Fernsehfilm)[5]

## Rezeption
Unter dem gleichen Namen wird eine in Russland populäre Limonade mit süßlichem Fruchtgeschmack vertrieben, importiert ist sie teilweise auch in Deutschland erhältlich. Die namensgebende Figur ist auf der Getränkeflaschenbanderole abgebildet.
In einigen sozialistischen Staaten wurden Kindereinrichtungen Buratino bzw. Burattino genannt. Diese Namen haben sich oft bis heute erhalten, etwa in Deutschland in Merseburg, Zwickau oder Jena, in Lettland in Valmiera oder Limbaži oder in der Ukraine in Kurachowe, Bilhorod-Dnistrowskyj oder Luzk. Eine solche Kontinuität lässt sich z. B. auch in Russland, Aserbaidschan oder Bulgarien beobachten. Daneben finden sich Theater (Magnitogorsk, Babelsberg, Stollberg), Cafés und Bars (Popasna, Wotkinsk, Beresniki, Athen) oder auch Geschäfte (Budapest, Wien, Baku) mit diesem Namen.
An verschiedene Orten wurden auch Buratino-Plastiken errichtet, etwa an vier Stellen in Kiew (vor dem Puppentheater, vor einem Kindergarten, vor einem Postgebäude und im Kiewer Zoo). Burattino ist auch der Codename des schweren Raketenwerfersystems TOS-1, das 2022 beim russischen Überfall auf die Ukraine eingesetzt wurde.